# جامعة خاصة

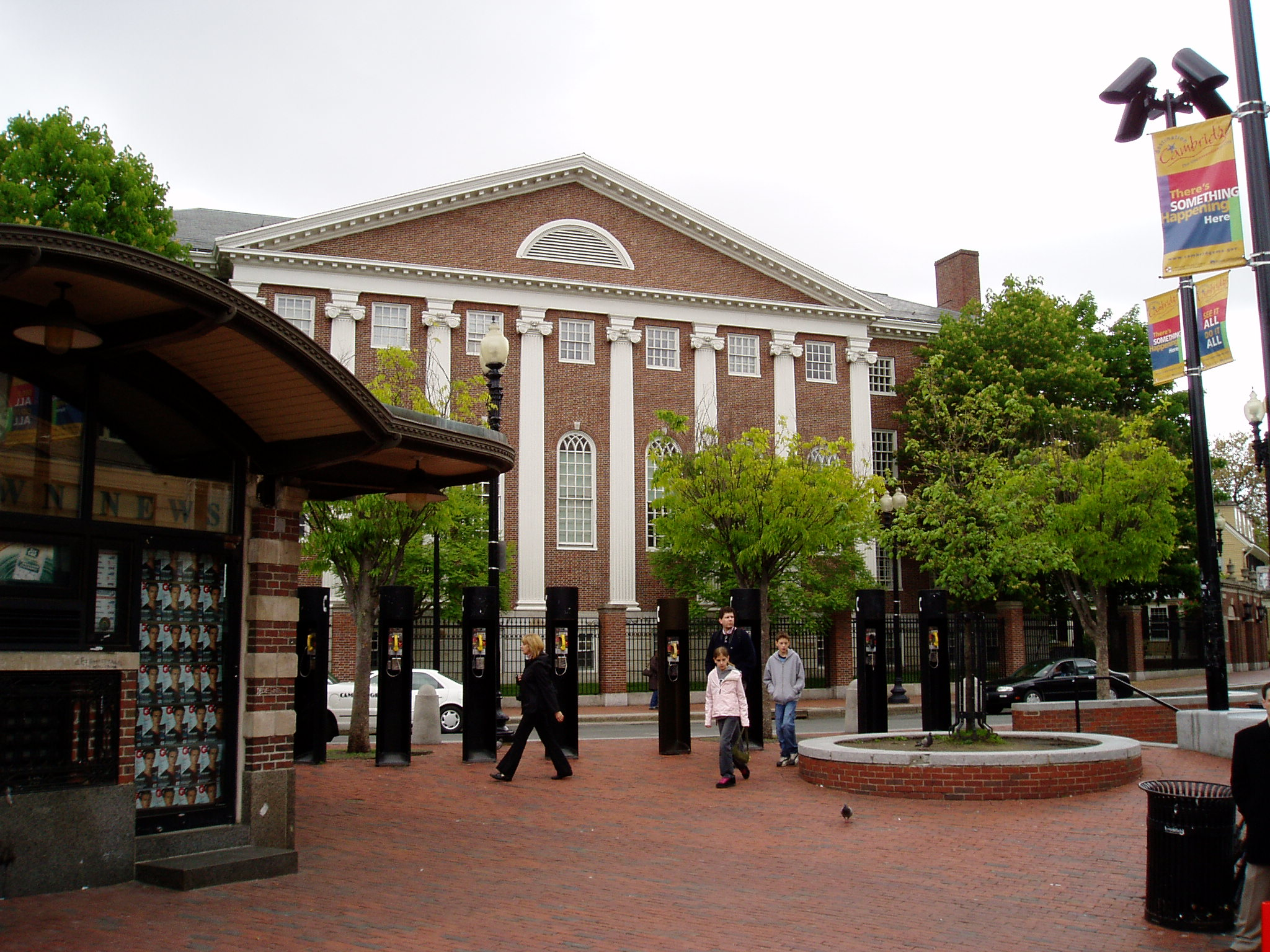
جامعة هارفارد أقدم جامعة خاصة في الولايات المتحدة الأمريكية

الجامعة أو الكلية الخاصة أو الأهلية هي مؤسسة تعليم عالي لا تديرها الحكومات، على الرغم من أن العديد من هذه المؤسسات تتلقى الإعانات العامة، وخصوصا في شكل اعفاءات ضريبية وقروض الطلبة والمنح العامة. واعتمادا على مواقعها الجغرافية، قد تخضع الجامعات الخاصة لتنظيم الحكومة. يمكن مقارنة الجامعات الخاصة مع الجامعات العامة والوطنية.
و في الواقع فان بعض من أهم الجامعات في العالم وأكثرها شهرة، مثل جامعة برنستون، وجامعة هارفارد ومعهد ماساشوستس للتكنولوجيا، وجامعة ستانفورد، هي جامعات خاصة.
و يجب التمميز بين الجامعات الخاصة غير الربحية والجامعات المخصصة للربح التجاري التي يتم ادارتها كمؤسسات أعمال.